# Pudding di carote
Il pudding di carote (dall'inglese carrot pudding) è un piatto tradizionale dell'Inghilterra.

## Storia
Fra gli antesignani dell'odierno pudding di carote vi è il pudding in a Carret root, apparso in un tomo del 1591 e consistente in una carota ripiena di carne, grasso, panna, uova, uvetta, dolcificanti (datteri e zucchero), spezie (chiodi di garofano e macis), carote grattugiate e pangrattato. Su The Oxford Companion to Food, Alan Davidson dichiara che le carote erano usate come ingrediente per preparare dei dolci in Europa. Tuttavia, alcuni dei primi pudding con le carote venivano già consumati in Irlanda almeno a partire dal XVIII secolo, mentre negli USA vi sono testimonianze di tale piatto del 1876. Durante la seconda guerra mondiale, il pudding di carote veniva consumato in alternativa ai dolcificanti che erano razionati. Oggi il pudding di carote viene considerato un alimento salutare.

## Varianti
Esiste una variante salata del classico pudding dolce che funge da contorno.
Nel Punjab, in India, viene preparato un dessert simile conosciuto come gajar ka halwa, 
halwa di carote o Punjab gajrela.